# Martín Fernández de Navarrete
Martín Fernández de Navarrete y Ximénez de Tejada (Ábalos, La Rioja, 8 de noviembre de 1765-Madrid, 8 de octubre de 1844) fue un noble, marino, historiador, político, intelectual e ilustrado español. Entre su antepasados por línea directa figuran los reyes de Navarra y Rodrigo Díaz de Vivar "el Cid", así como miembros de las órdenes de Calatrava, de Santiago y de Malta. Fue Caballero de la Orden de San Juan de Jerusalén -la Soberana orden de Malta, militar de la Armada Española, escritor e historiador español.
Sobrino nieto del 69.ª gran Maestre de la Orden de Malta Francisco Ximénez de Tejada y Eslava, y nieto del marqués de Ximénez de Tejada Pedro Ximénez de Tejada y Eslava. Martín Fernández de Navarrete era hermano del ministro de Hacienda Julián Fernández de Navarrete y Ximénez de Tejada.
Por la rama del apellido "Fernández de Navarrete", es pariente de algunos personajes de la historia de España. Entre ellos grandes militares como Pedro Fernández de Navarrete y de Ayala (1647-1711), que fue gobernador de Flandes y posteriormente gobernador perpetuo de las Armas de Guipúzcoa, escritores como los clérigos Domingo Fernández de Navarrete (1616-1689), obispo de China y de Santo Domingo, Pedro Fernández de Navarrete (1564-1632), creador de la escuela de pensamiento denominada arbitrismo, autor de la magna obra "La Conservación de Monarquías", o el pintor de cámara de Felipe II del siglo XVI Juan Fernández de Navarrete "el Mudo" (H.1538-1579).
Es abuelo del también escritor  Eustaquio Fernández de Navarrete (1820-1866).
Martín Fernández de Navarrete fue llamado  el "Marino Historiador", su saber enciclopédico y su pertenencia a la mayoría de las Academias y Sociedades Geográficas internacionales de la época han llevado a considerarle uno de los mayores eruditos españoles de los siglos XVIII y XIX. Vicente Palacio Attard reproduce el calificativo de "el último enciclopedista" que mereció Martín Fernández de Navarrete, en boca de prestigiosos estudiosos de su Obra.
Su retrato -réplica del retrato pintado por Vicente López- preside hoy en día la sala del patronato del Museo Naval de Madrid en homenaje a su inabarcable labor de investigación histórica y de reivindicación de las exploraciones marítimas españoles desde el siglo XV.
La principal obra de Martín Fernández de Navarrete es "Colección de los viages y descubrimientos que hicieron por mar los españoles desde fines del siglo XV: con varios documentos inéditos concernientes a la historia de la marina castellana y de los establecimientos españoles en Indias". Consta de cinco extensos volúmenes y fue impreso por la Imprenta Real entre 1825 y 1837.
El mayor logro de Fernández de Navarrete fue censar múltiples exploraciones españolas que se hallaban en los archivos desde el siglo XV, y que los navegantes al servicio de la Monarquía Hispánica realizaron antes que cualquier otro navegante, desmontando invenciones y fabulaciones sobre exploraciones que ingleses y franceses pretendían atribuirse de modo inexacto.
El propio Alexander von Humboldt consideró que la obra de Martín Fernández de Navarrete "redactada en todas sus partes con un espíritu de crítica ilustrada es uno de los monumentos históricos más grandes de los tiempos modernos".
También tuvo Martín Fernández de Navarrete una actividad política, en la que los afrancesados, los absolutistas de Fernando VII, y los liberales tanto moderados como los de Riego buscaron contar con su participación. Fueron tiempos muy convulsos, con la Revolución Francesa (1789), la invasión napoleónica de España (1808-1814). el Trienio Liberal (1820-1823) y la Década Ominosa (1823-1833), en la que se consuma el fin del Imperio Español como principal potencia mundial (1492-1824), dónde Martín Fernández de Navarrete no pudo quedar al margen de la perenne inestabilidad política, y eso le causó problemas en 1814 tras el fin de la invasión francesa.

## Biografía
Era Martín Fernández de Navarrete nieto del Caballero de la Orden de Calatrava Francisco Fernández de Navarrete y de Zárate (Nacido en Navarrete en 1684) e hijo de los nobles Francisco Antonio Fernández de Navarrete y Ramírez de la Piscina, natural de Ábalos, descendiente del rey de Navarra y de el Cid, y de la navarra Catalina Ximénez de Tejada y Argáiz, nacida en Funes.
Estudió gramática latina en Calahorra con el sacerdote Ildefonso Caballero. Recibió parte de su educación en el ilustrado Seminario de Nobles de Vergara, administrado por la Real Sociedad Económica Vascongada de Amigos del País. En 1780 ingresó en la Armada como guardia marina, entrando en combate ya en 1782 y siendo ascendido a alférez de fragata. La mala salud le obligó a abandonar temporalmente sus tareas. Esto le abrió las puertas a un mundo nuevo: la historia. Desde 1789 y comisionado por el Ministerio de Marina durante tres años, se dedicará a recopilar la historia marítima española. Su incansable trabajo de investigación en los archivos de España y Portugal le llevó a descubrir los legajos de tres de los viajes de Cristóbal Colón, así como los dos diarios de éste del primer y tercer viaje.
En la guerra con Francia después de la Revolución Francesa (1793-1795) se reincorporó al servicio activo, siendo ascendido a capitán de navío. Amigo de Gaspar Melchor de Jovellanos y de Félix María Samaniego, y  coleccionó sus manuscritos y escribió su primera biografía.

Aunque algunos autores han publicado que colaboró posteriormente con  la ocupación francesa José I Bonaparte,  atribuyéndole condición de afrancesado, sin embargo la realidad tras la invasión francesa de 1808 es mucho más compleja, tal y como indica Jesús Fernando Cáseda Teresa en su obra  "Martín Fernández de Navarrete y la literatura de su tiempo", 
" En esta situación Fernández de Navarrete aparece dubitativo y vacilante. Es buen amigo de muchos de los afrancesados que a partir de 1808 dirigen las riendas del país, pero como buen patriota ve el ejemplo contrario de otros muchos como los Iriarte, el propio Jovellanos que encabeza la Junta Gubernativa Central, [...] . Por ellos su respuesta negativa [de Martín Fernández de Navarrete]  de prestar juramento de fidelidad al rey intruso no oculta cierta duda y cierto indisimulado deseo de no compromiso. Y sobre todo cuando dicho requerimiento viene del entonces Ministro de Marina, su antiguo amigo don José de Mazarredo"
Citada por los historiadores J.F Cáseda Teresa y Carlos Seco Serrano en su Introducción a su edición de las "Obras de  D. Martín Fernández de Navarrete", la respuesta dada por Martín Fernández de Navarrete y Ximénez de Tejada a José de Mazarredo cuando le solicitó se involucrara en el gobierno de España bajo la ocupación francesa fue esta:
" Repugna a mi conciencia y al derecho natural contribuir a la muerte de mis padres, hermanos y parientes, y en fin al de toda mi nación ligándome a una causa, que está resistente con las armas en la mano. En tales circunstancias todo lo que se puede exigir de mí es que sea un ciudadano pacífico, y bajo estas consideraciones renuncio a todos mis empleos , que puedan forzarme a ir contra estos principios de honor, de patriotismo y de sana moral." [Martín  Fernández de Navarrete y Ximénez de Tejada].
Y es que Martín Fernández de Navarrete fue un gran enciclopedista y un gran  ilustrado -movimiento ideológico surgido en Francia-  pero no por ello simpatizó con los franceses. Según Cáseda:
" De hecho cuando José Bonaparte llegó a España, Navarrete junto sus compañeros del consejo de Marina se opuso no sólo a jurar obediencia al intruso sino que llegó incluso a manifestar por escrito sus ideas contrarias a los invasores. En Diciembre de 1808, con ocasión de la segunda venida de los franceses a Madrid, fue hecho prisionero y mandado deportar a Francia; pero José de Mazarredo, su buen amigo, Ministro del rey intruso entonces logró que se retirara la orden. Fernández de Navarrete siguió persistiendo en su actitud hostil a los franceses y renunciando a su elevado sueldo dimitió de su cargo" 

Sin embargo en 1810 habría lugar a la confusión: 
"En mayo de 1810 el influyente Mariano Luis de Urquijo le ofreció el puesto de Intendente de Marina [Ministro] para lo cual era preciso su traslado al Puerto de Santa María. Pero ya entonces nuevamente Mazarredo, insistiendo una vez más , sin su conocimiento ni su intervención lo nombró miembro de la Orden fundada por José [Bonaparte] , de modo que ante todo el mundo pasó Navarrete por un afrancesado más , sobre todo cuando apareció su nombramiento en la en la Gaceta de Madrid junto al de sus buenos amigos Carlos Pignatelli y van Halen, lo cual escandalizó sin duda a los patriotas"

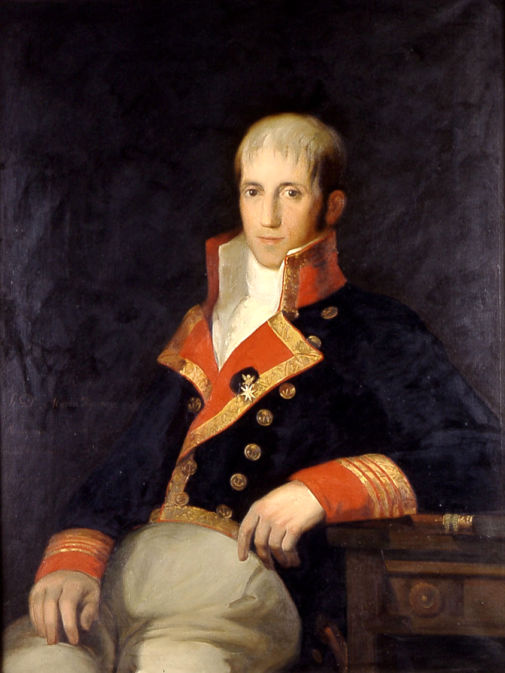
Retrato de Martín Fernández de Navarrete en el Museo Naval de Madrid.

En mala situación económica por la larga duración de la ocupación francesa que dificultaba la producción económica, y en  1811 aceptó la dirección de los "Reales Estudios de San Isidro". según Cáseda "pensando que tal cargo de carácter apolítico no podría ser utilizado como excusa para una posterior depuración, pero se equivocaba".
Una vez terminada la ocupación francesa tuvo que defenderse de los ataques de aquellos que consideraban que no debía haber aceptado el puesto de educación en los "Reales Estudios de San Isidro". dentro de la confusión reinante tras el fin de la invasión napoleónica, consiguió que finalmente a finales de 1814 se cerrara esta polémica de modo oficial obteniendo el perdón real.
En 1814 sería nombrado secretario de la Real Academia de Nobles Artes de San Fernando.
Igualmente sería en 1814 cuando regresa Fernando VII a Madrid será el texto redactado por Martín Fernández de Navarrete titulado "Oración para felicitar al señor Rey don Fernando VII por su feliz advenimiento al trono "  quién dará la bienvenida a su reinado al monarca en nombre de la Real Academia Española, aunque inicialmente había sido redactado en 1808.

De hecho, dentro de los tiempos convulsos que le tocó vivir existe una anécdota propia del imprevisible siglo XIX español, con la división entre absolutistas Fernandinos y Liberales,  y a su vez su división entre liberales moderados y exaltados, en la que el rey Fernando VII halaga a Martín Fernández de Navarrete a pesar de considerarlo "un liberal":
"[...] Fernando VII, al regreso tras su exilio, reconocerá a Navarrete como un liberal, aunque "liberal como debiéramos de serlo todos" [Frase pronunciada por Fernando VII sobre Navarrete], curiosa anécdota que explica perfectamente su compromiso más con el quehacer y el trabajo que con la exaltación extremista de las ideas. Uno de su biógrafos Louis Vidart supo expresar perfectamente este espíritu del ilustrado Fernández de Navarrete con acertado tino: "Sus ideas políticas no le inspiraban grandes entusiasmos ni rudas intransigencias, pues quiso vivir tranquilo durante las revueltas del periodo liberal iniciado por la Revolución del año 1820". En efecto, incluso años más tarde, tras el regreso del Rey [Fernando VII] publicará a sus expensas y bajo su protección algunas de sus obras". 
En cualquier caso, Martín Fernández de Navarrete aunque tuvo actividad política como senador y Como Consejero del Consejo de España y de Yndias incluso en la época de reinado de Isabel II (reinó de 1833 a 1868), siempre destacó más por su actividad intelectual que por su actividad política.
Fernández de Navarrete nace en 1765 durante el prolífico reino de Carlos III (reinó de 1759 a 1788), dónde España sigue siendo ala primera estructura política mundial, y muere en 1844, durante el reinado de Isabel II (que reinó de 1833 a 1868) , cuando España ha perdido gran parte de su imperio colonial continental americano  -soilo subsisten como entes coloniales principales las Capitanías Generales de Filipinas, Puerto Rico y Cuba que se perderán en 1898, ya tras la muerte de Martín Fernández de Navarrete. Entremedias los reinados de Carlos IV y Fernando VII, este último durante el cual España pierde gran parte de su liderazgo mundial.

Así describe Palacio Attard el último discurso de  Fernández de Navarrete (1765-1844) en 1843. Había sido nombrado director de la Academia de la Historia en 1824,  y describía el periodo que le había tocado vivir , pocos meses antes de su muerte en 1844 en su intervención en la Real academia de la Historia:
"El 15 de Diciembre de 1843 leyó Fernández de Navarrete el discurso en que, como en anteriores ocasiones análogas, rendía cuentas como director de las actividades académicas durante el trienio anterior, antes de procederse a la reelección del cargo [como director de la Real Academia de la Historia]. Aquélla había de ser una de sus últimas intervenciones académicas y lamentaba el retraso de los trabajos corporativos "que -decía- por su naturaleza necesitan de tiempo sosegados y tranquilos para sus cultivos, y de  un estímulo y protección de los Gobiernos para su progreso y prosperidad: circunstancias que no se hallan entre las repetidas y tumultuosas revoluciones" de los últimos tiempos." 

## Padre del provincialismo de La Rioja
Nacido Martín Fernández de Navarrete en Ábalos, en el seno de uno de los más antiguos linajes de La Rioja, vivió sus primeros años  en el enorme Palacio situado en Ábalos perteneciente a la familia Fernández de Navarrete. El palacio donde nace fue construido en el siglo XVII por los Ramírez de la Piscina -tercer apellido por ser el apellido de su abuela materna- y en el siglo XVII tras el matrimonio de Martín Fernández de Navarrete con Catalina Ramírez de la Piscina, descendiente del Cid y del Rey de Navarra, cuyos antepasados fundaron la Divisa Solar Casa Real de la Piscina .
Tras su formación de Guardiamarina de la Armada Española los estudios de Martín Fernández de Navarrete en el Seminario de Nobles de Vergara (Guipúzcoa) residió en Madrid la mayor parte de su edad adulta. Sin embargo nunca olvidó a su tierra de nacimiento. La Rioja. A pesar de los intentos de trasladar su cuerpo al Panteón de Hombres Ilustres de Madrid, se encuentra enterrado en al actualidad en el panteón de los Fernández de Navarrete, situado en la Iglesia de San Esteban en Ábalos, La Rioja, dónde expresó su voluntad de ser enterrado, antes de fallecer en Madrid en 1844.
Sin embargo nunca olvidó su tierra natal, y de hecho en esos momentos iniciales del siglo XIX en que se estaban produciendo la reordenación territorial  de España con la división provincial española que culminaría en 1833 con la división de Francisco Javier de Burgos participó Fernández de Navarrete en el proceso decisorio.

Hubo varios proyectos anteriores de división y fue en 1821 cuando Martín Fernández de Navarrete intervino para influir en la división provincial y que se mantuviera como provincia La Rioja, algo en lo que podría intervenir gracias a su influencia en la Corte de Madrid:
"[...] con motivo del nacimiento de su primer nieto efectúa un viaje a La Rioja y allí, al tener conocimiento de que se pretendía incorporar a la Rioja o bien a Burgos o bien a Soria escribió D. Martín un curioso folleto titulado "Juicio Crítico de la exposición dirigida al Congreso nacional por unos apoderados de Soria para que no se altere el estado presente de su provincia y capital. carta de un riojano a un diputado a cortes en la cual se ilustran con este motivo varios puntos históricos y geográficos de la Rioja". Que publicó en Madrid bajo el seudónimo "D. Justo Patricio de España". Curioso documento desconocido por muchos de nuestros políticos regionales [de la Comunidad Autónoma de la Rioja] y que constituye un precioso precedente acerca de la defensa de la naturaleza única e individual de La Rioja donde va dibujando algunas señales de identidad que le son propias ".
Asimismo fue miembro de la Sociedad Riojana de amigos del país y representante de ella en cortes, participando de forma activa en sus reivindicaciones políticas.

## Obra
La obra de Martín Fernández de Navarrete fue muy extensa, y combina tanto el género de investigación histórica sobre las exploraciones marítimas españolas, como sobre ciencia náutica, también sobre literatura, Bellas Artes e historia dentro de las Reales academias, así como los opúsculos y biografías de personajes relevantes de la historia de España.
Su obra fue traducida al francés, inglés alemán y otros muchos idiomas.
Entre las biografías más conocidas de Fernández de Navarrete, en 1819 publicó "Vida de Cervantes", una de las obras cumbres para entender al escritor universal, y que supuso la recuperación del Quijote en el siglo XIX. Tras la biografía de Gregorio Mayáns y Siscar, fue la segunda vez que se publicó una biografía de Miguel de Cervantes, rigurosamente documentada gracias a la búsqueda en los archivos nacionales que había venido realizando Navarrete.
Entre las obras desarrolladas en las Reales Academias, es de especial relevancia  la Ortografía de la lengua castellana de la Real Academia Española, publicada en 1815, cuyas normas principales permanecen vigentes más de 200 años después, de las Navarrete fue "hacedor en buena medida"
Igualmente es importante su discurso   "Disertación Histórica sobre la parte que tuvieron los españoles en las guerras de Ultramar o de las Cruzadas y cómo influyeron estas expediciones desde el siglo XI hasta el XV en la extensión del comercio marítimo y en los progresos del arte de navegar" publicado originalmente en el Tomo V de la  Real Academia de la Historia de 1816 , fue el "germen de sus estudios posteriores": Fernández de Navarrete fue pionero también en el estudio de la presencia de españoles en las cruzadas, hasta entonces negado por muchos autores.
Alexander Von Humboldt escribió al respecto de esta obra de Fernández de Navarrete:
" En el año 1825 ha sido indemnizado el mundo sabio de esta pérdida con la publicación de la "Colección de viajes y descubrimientos que hicieron por mar los españoles desde finales del siglo XV". Esta obra de DON MARTIN FERNÁNDEZ DE NAVARRETE, emprendida sobre una vasta escena y redactada en todas sus partes con un espíritu de crítica ilustrada es uno de los monumentos históricos más grandes de los tiempos modernos".
Sus obras sobre la historia española de la exploración marítima española recuperaron para la posteridad todos los hechos y hazañas de los siglos XV y XVI.
Entre ellas la principal obra de Martín Fernández de Navarrete: "Colección de los viages y descubrimientos que hicieron por mar los españoles desde fines del siglo XV: con varios documentos inéditos concernientes á la historia de la marina castellana y de los establecimientos españoles en Indias". Consta de cinco extensos volúmenes y fue impreso por la Imprenta Real entre 1825 y 1837.
La mayor contribución de Fernández de Navarrete fue censar múltiples exploraciones españolas que se hallaban en los archivos  desde el siglo XV, y que los navegantes al servicio de la Monarquía Hispánica realizaron antes que cualquier otro navegante, contribuyendo a desmontar  fabulaciones sobre exploraciones que ingleses y franceses realizaron de modo posterior a los navegantes españoles.

## Distinciones
El Curriculum Vitae de Martín Fernández de Navarrete y Ximénez de Tejada publicado por la Real Academia de la Historia tras su fallecimiento era cuando menos impresionante. Estas son algunas de sus distinciones:
- Consejero de Estado.
- Senador.
- Director de la Real Academia de la Historia (RAH) desde 1824. Miembro desde 1800.
- Caballero de la Orden de Malta (ingresó en 1777).
- Gran Cruz de la Real orden Americana de Ysabel la Católica.
- Comendador de la Legión de Honor de Francia.
- Miembro del Consejo de España e Yndias.
- Director del Depósito Hidrográfico.
- Vocal nato de la junta del Almirantazgo.
- Vice-protector de Real Academia de Nobles Artes de San Fernando.
- Decano de la Real Academia Española (RAE).
- Individuo del Ynstituto de Francia.
- del Histórico de Río de Janeiro.
- de la Academia de San Lucas de Roma.
- de la de Ciencias de Turín.
- de la de Berlín.
- de las Sociedades de Anticuarios de Copenhague y de Normandía.
- de la filosófica Americana de Filadelfia.
- de las de Geografía de París y de Londres.
- de la Económica Matritense.
- Secretario de la diputación en corte de la Sociedad Riojana de amigos del país.[6]

Y de otras varias del Reino de España.

## Obras
- Fernández de Navarrete, Martín (1825-37) Colección de los viages y descubrimientos que hicieron por mar los españoles desde fines del siglo XV: con varios documentos inéditos concernientes á la historia de la marina castellana y de los establecimientos españoles en Indias, 5 vols., Madrid: Imprenta Real. v.1 (1825), v.2 (1825), v.3 (1829), v.4 (1837), v. 5 (1837)
- Vida de Miguel de Cervantes Saavedra, escrita e ilustrada con varias noticias y documentos inéditos pertenecientes a la historia y literatura de su tiempo. Madrid, 1819.
- Disertación sobre la historia de la náutica. Madrid, 1846.
- Biblioteca marítima española. Obra póstuma del señor Martín Fernández de Navarrete. Madrid: Viuda de Calero, 1851, 2 volúmenes.
- Viajes de Américo Vespucio. Ed. Espasa-Calpe. Madrid, 2003. ISBN 8467011149. Edición previa titulada Viajes de Américo Vespucio con un mapa en Madrid, Espasa-Calpe, 1935, VII + 195 p.: facsímil digital en Biblioteca Virtual del Patrimonio Bibliográfico.
- Colección de Documentos Inéditos para la Historia de España. Inacabado. Madrid, 1844.
- Disertación Histórica sobre la parte que tuvieron los españoles en las guerras de Ultramar o de las Cruzadas [...]. Tomo V. Real Academia de la Historia. Madrid . 1816

Obra póstuma:
- Colección de opúsculos del Excmo. Sr. D. Martín Fernández de Navarrete. Madrid. 1848. v.1 v.2
- Juicio Crítico de la exposición dirigida al Congreso nacional por unos apoderados de Soria para que no se altere el estado presente de su provincia y capital. carta de un riojano a un diputado a cortes en la cual se ilustran con este motivo varios puntos históricos y geográficos de la Rioja. Publicado por Martín Fernández de Navarrete bajo el pseudónimo D. Justo Patricio de España. Imprenta de Miguel de Burgos. Madrid, 1821.